# AH-1Z蝰蛇直升機
AH-1Z「蝰蛇」（英語：AH-1Z Viper）是美國海軍陸戰隊委託以貝爾直升機公司就AH-1W超級眼鏡蛇直升機架構的升級計畫，也是休伊直升機族系最新成員，美軍又稱它為祖魯眼鏡蛇，這個暱稱取源自北約音標字母。

## 發展

### 與阿帕契在反裝甲方面的競標
AH-1Z的發展演化起點是貝爾249型，貝爾249是使用的貝爾412型直升機動力架構的眼鏡蛇直升機，在1980年貝爾稱它為眼鏡蛇二型，該計畫在1980年范堡罗航展展示。貝爾在展示中聲稱眼鏡蛇二型將裝備AGM-114地獄火反戰車飛彈、改良的發動機和新型的瞄準系統。後來該方案改名為「眼鏡蛇2000」計畫，眼鏡蛇2000宣稱換裝通用電力的T700-GE-401C渦輪軸發動機及四葉主旋翼。美國海軍陸戰隊表達了它們對眼鏡蛇2000方案有興趣，但沒有資源投資；1993年為了爭取英國陸軍新型攻擊直升機競標，貝爾提出稱為「眼鏡蛇毒」（CobraVenom）的改良型；眼鏡蛇毒配備有新式數位化座艙，且可續用掛AGM-71拖式飛彈、AGM-114地獄火反戰車導彈及硫磺飛彈，1995年再加碼提出可用四葉主旋翼，但競標案最後仍敗給了WAH-64D長弓阿帕契。

### 獲得海軍陸戰隊青睞

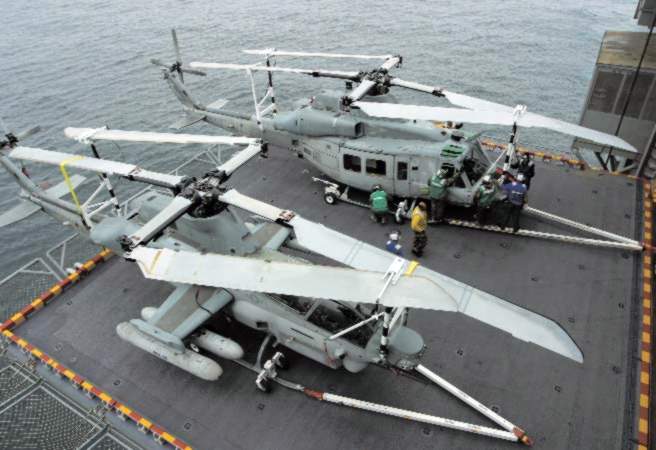
2005年，AH-1Z和孿生兄弟贝尔UH-1Y，在美国海军 "巴丹 "号（LHD-5）上进行试验。

雖然眼鏡蛇家族在外銷上屢屢敗給阿帕契，但1996年美國海軍陸戰隊啟動了H-1直升機家族升級計畫，並跟貝爾直升機公司簽約，將180架AH-1W升級至AH-1Z（也包括了將100架UH-1N升級成UH-1Y）。AH-1Z直升機被設計成完全現代化的攻擊和通用直升機，並大量使用了原有的零件以降低操作成本。AH-1Z和UH-1Y共用了相同的尾舵、發動機、旋翼系統、軟體、操作系統等近84%的相同組件。
在2000年12月8日，AH-1Z在德州福特沃斯研究中心進行了第一次試飛。2002年7月，三架AH-1Z原型機被送到位於匹歷申河的海軍飛行場進行計畫中的試飛階段。隨後，在2003年10月開始了低成本量產工序，並計畫在2008年交付給海軍陸戰隊使用。在2005年10月15日，海軍陸戰隊經海軍航空司令部接收第一架AH-1Z，並配置於其艦隊中。在2005年5月，AH-1Z完成了出海飛行試驗。在2006年春季，AH-1Z的原型機轉交給匹歷申河海軍飛行場的操作試驗單位。在2008年2月，AH-1Z和UH-1Y開始了第二和最終階段的操作評估試驗。
在2008年2月8日，貝爾直升機公司交付了一架AH-1Z給海軍陸戰隊。同月13日和26日，貝爾直升機公司合共交付了兩架UH-1Y。在2008年2月，美國海軍陸戰隊調整合約，以40架新造機身取代原先合約全AH-1W機隊升級的計畫。2008年9月，海軍陸戰隊將新造機身的訂單增加到46架；2010年9月，海軍陸戰隊與貝爾修改合約，貝爾將提供189架AH-1Z直升機，其中58架是新造機身，2010年12月10日，AH-1Z直升機開始全速量產，量產在2022年完成。

## 設計

### 機體
由於AH-1Z導入新型引擎、旋翼傳動系統、航電設備、偵蒐裝備，以及武器。雖然名義上是AH-1W的改良機種，但實際沿用AH-1W的零件已經低於2成，飛機有95%設計是重新開發的「升級型」戰鬥直升機。和AH-1W相比，它的生存能力獲得加強，而且能在更遠的距離發現目標並以精確武器攻擊目標。
AH-1Z的綜合航電系統（IAS）由諾斯洛普·格拉曼負責開發。這個系統包括了兩台電腦和一個自動飛控系統。每個座位各有兩個8x6吋的多功能液晶顯示器（LCD）和一個4.2x4.2吋的雙重作用液晶顯示器。通信系統結合了美國海軍的RT-1824綜合無線電、UHF/VHF、COMSEC和數據機在一個單位中。導航系統包括了一個內置式GPS慣性導航系統（EGI），一個數位化地圖系統和低空速空氣資料次要系統，並允許武器能在盤旋狀態下發射。 

### 武器系統

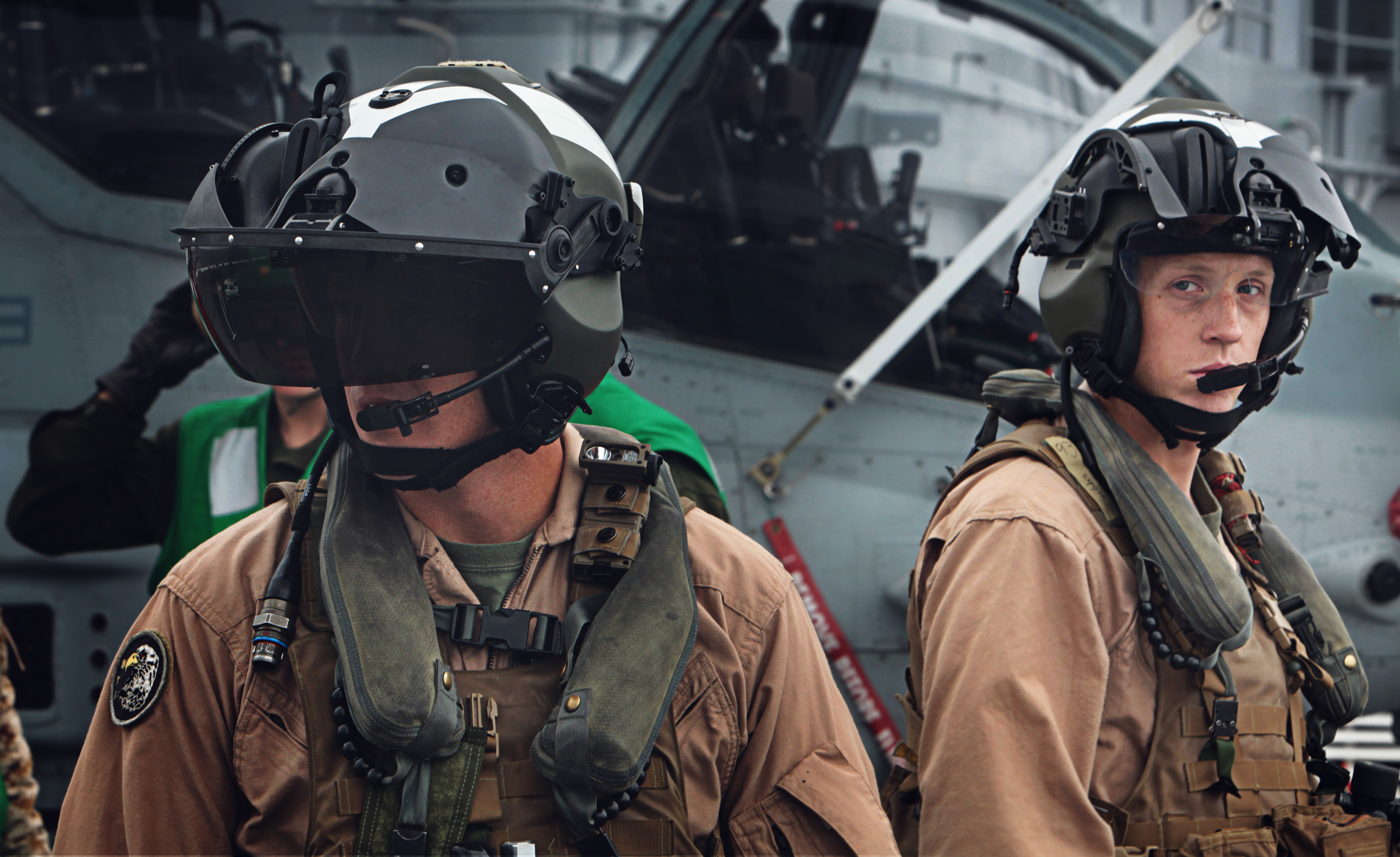
飞行员在USS马金岛號上訓練，佩戴信息化感知头盔。

乘員都裝備了泰雷茲公司的「頂級鷹」頭盔瞄準具。「頂級鷹」有24小時日夜兩用能力和提供140°視野。為加強生存能力，AH-1Z裝備了紅外線熱源抑制系統（HIRSS）以覆蓋引擎排氣，AN/ALE-47反制灑佈器，雷達偵察警告、飛彈瞄準警告和雷射瞄準警告系統。AH-1Z的旋翼由複合材料製成，增加了戰場生存力。它擁有一個半自動摺疊旋翼的系統以減少固定的面積，以便裝載在兩棲攻擊船艦上。它的二個掛載翼被設計得更長，翼尖加裝一個外掛點得以掛載一枚如AIM-9響尾蛇飛彈的空對空飛彈。兩翼上各有二個外掛點以掛載火箭莢艙，或反戰車導彈發射器。長弓毫米波雷達也能掛載在外掛點上。
AH-1Z採用了洛克希德·馬丁開發的AN/AAQ-30光學瞄準系統（TSS），TSS整合了第三代前視紅外線感應器（FLIR）、低光源電視光學影像、雷射測距儀、目視型雷射瞄準器。TSS最主要的偵搜工具為第三代FLIR，可同時解析中波紅外線及長波紅外線訊號，最大偵測距離為35公里、辨識距離10公里、辨識解析度640 x 480，具備四段觀測調整，能在日、夜間、或不利天氣情況下進行瞄準。TSS擁有不同的觀測模式，並能追蹤FLIR或由電視導引。

## 用戶國

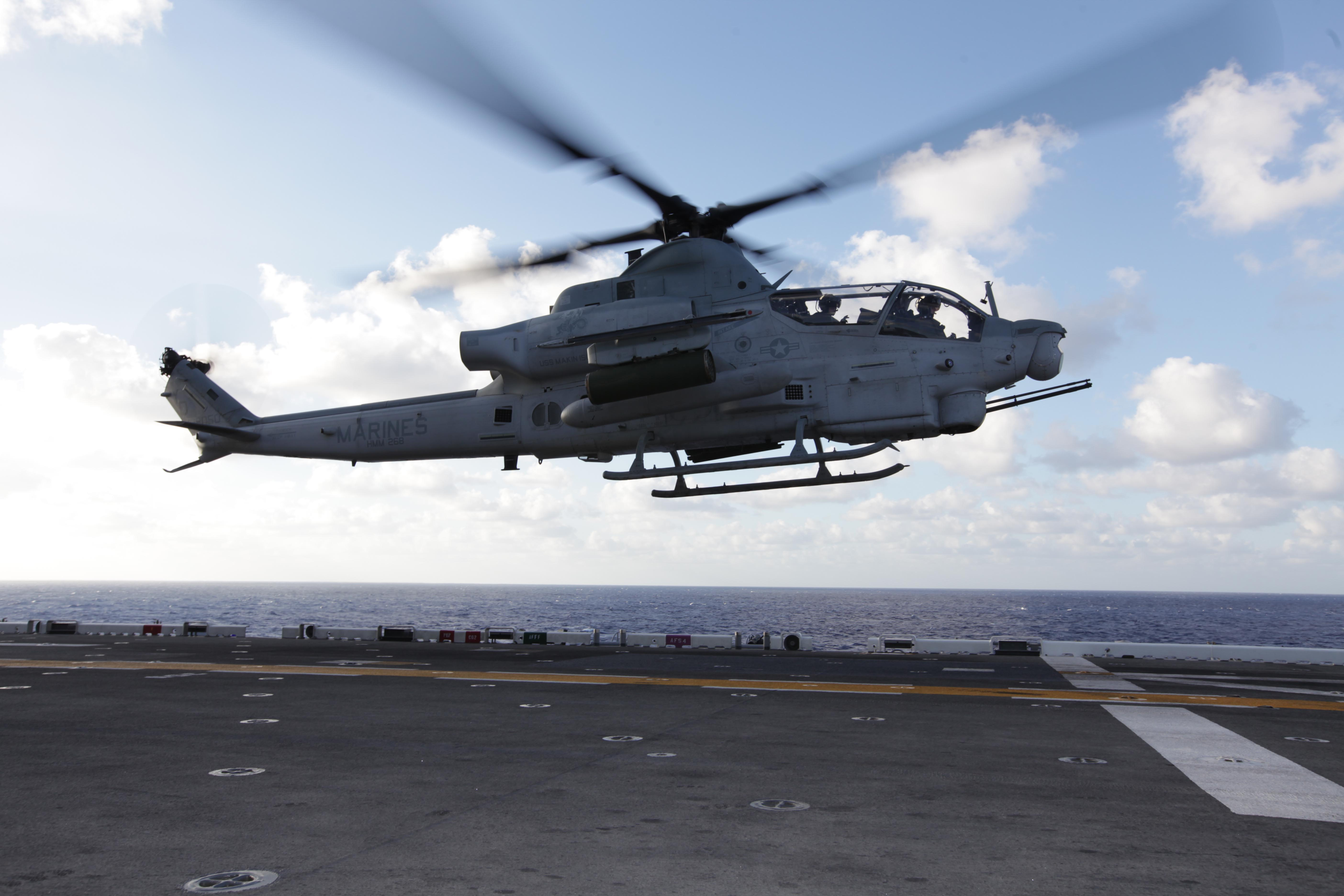
AH-1Z登陆USS马金岛(LHD-8)

- 美国
  - 美国海军陆战队（交货229架）
- 巴林
  - 巴林空軍（訂購12架）[4]
- 捷克
  - 捷克陸軍（訂購4架）[5]，2022年免費獲贈6架 （页面存档备份，存于）。
- 巴基斯坦
  - 巴基斯坦陸軍航空隊（英语：Pakistan Army Aviation Corps）（訂購15架）
- 奈及利亞 （訂購12架）
- 斯洛伐克（訂購12架）[6]

## 事件
- 2019年3月底美國尤馬訓練場(Yuma training grounds)一架AH-1Z墜機兩名飛行員死亡。[7]